# Anatolij Lunačarskij
Anatolij Vasiljevič Lunačarskij (rusky Анатолий Василевич Луначарский, rozený Anatolij Alexandrovič Antonov; 11.jul./ 23. listopadu 1875greg., Poltava – 26. prosince 1933, Menton) byl ruský marxistický revolucionář a filozof, sovětský politik, novinář, lidový komisař pro vzdělávání.

## Život

### Mládí
Lunačarskij se narodil 23. nebo 24. listopadu 1875 v Poltavě na Ukrajině (tehdy součást Ruské říše) jako nemanželské dítě Alexandra Antonova a Alexandry Lunačarské, rozené Rostovcevové. Jeho matka byla poté provdána za státníka Vasilije Lunačarského, šlechtice polského původu. Odtud pochází Anatolijovo příjmení a patronymum. Později se s Vasilijem Lunačarským rozvedla a provdala se za Antonova, ale Anatolij si ponechal své dřívější jméno. S marxismem se seznámil již na studiích v Kyjevě. Jedním z Lunačarského spolužáků na škole byl Nikolaj Berďajev, s nímž se spřátelil. Studoval na Curyšské univerzitě po dobu dvou let. Tam se také setkal s Rosou Luxemburgovou a Leo Jochigesem a připojil se k Ruské sociálně demokratické dělnické straně.

### Revolucionář
V roce 1903 se strana rozštěpila na bolševiky vedené Vladimirem Leninem a menševiky vedené Juliem Martovem. Lunačarskij se spojil s bolševiky.
Když se však v roce 1908 bolševici rozčlenili na Leninovy podporovatele a stoupence Alexandra Bogdanova, Lunačarskij podporoval Bogdanova, svého švagra. V roce 1909 museli oba ze strany odejít. Odešli na Capri, kde se setkali s Maximem Gorkým a kde založili školu pro tovární dělníky.
V roce 1913 odešel Lunačarskij do Paříže, kde vydával noviny Kruh proletářské kultury. Po vypuknutí první světové války v roce 1914 se Lunačarskij postavil na protiválečnou stranu, s čímž se shodoval s Leninem a Trockým. Po únorové revoluci roku 1917 se Lunačarskij vrátil do Ruska a spojil se s Mežrajonci, než byli sloučeni s bolševiky.

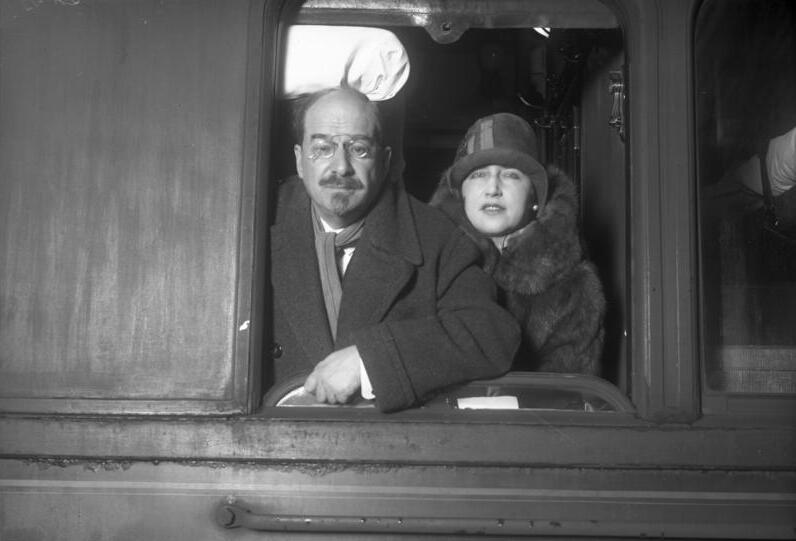
Lunačarskij ve vlaku s herečkou Natálií Rosenelovou

### Po revoluci
Po říjnové revoluci se Lunačarskij stal lidovým komisařem pro vzdělávání. Za jeho postu byla zlepšena gramotnost lidu. Mimo jiné např. požadoval psaní ruského jazyka v latince a aktivně obhajoval zachování historického a kulturního dědictví. V pozici zůstal až do roku 1929, kdy ho nahradil Andrej Bubnov.
Roku 1928 si zahrál v sovětsko-německém filmu Salamandr, pro který dodal i scénář.
Když se vlády ujal Stalin, ztratil Lunačarskij několik postů ve vládě. V roce 1930 reprezentoval Sovětský svaz ve Společnosti národů a v roce 1933 se stal velvyslancem ve Španělsku. Cestou tam však zemřel v Mentonu. Jeho popel byl umístěn v Kremelské zdi.
Lev Trockij nazval Lunačarského „bolševikem mezi intelektuály a intelektuálem mezi bolševiky“.